# Пъстър скален дрозд
Пъстрият скален дрозд (Monticola saxatilis) е птица от семейство Мухоловкови (Muscicapidae). Среща се и в България, в южните райони на страната, в местности със средиземноморски тип ксерофитна растителност.
В последните години популацията на вида намалява, но в световен мащаб все ще не се счита за застрашена от изчезване.

## Физически характеристики
Средна по размер птица, достигаща до 17-20 cm дължина. Лятното оперение на мъжките екземпляри е трудно да се сбърка с пъстрата си разветка – синьо-сива глава, оранжево коремче, тъмнокафяви крила и бял гръб. Женските екземпляри са доста по-бледи с кафявите си и жълти тонове.
Мъжките птици пеят много мелодично и звучно.

## Разпространение
Разпространена е от Южна Европа, през Централна Азия до Северен Китай. Това е прелетна птица, която през зимата мигрира в Африка, в районите южно от Сахара.

## Начин на живот и хранене
Скалните дроздове са почти всеядни. Освен всякакви видове насекоми, в менюто им влизат различни плодове и дребни влечуги.

## Размножаване
Гнездят в открити скалисти местности над 1500 m, снасяйки до 4-5 яйца. Гнездата са разположени в скални ниши.

## Допълнителни сведения
Обитава планини със скалисти места.